# 新华月报
《新華月報》為中國一份綜合性雜誌。新華月報創刊於1949年11月15日，由首任國家出版總署署長胡愈之創辦，創刊號的封面主題為毛澤東在中國人民政治協商會議致辭，由新華書局出版。1950年12月，新成立的人民出版社取代新華書局出版新華月報。1979年新华月报分拆為新华文摘及新华月报兩書。2006年，新华月报由月刊改為半月刊，上半月為天下，著重在时政、社会、经济、文化等方面，下半月為記錄，著重记述重大事件、政策法规和区域发展。